# Charles Craig
Charles Craig (New York, 13 agosto 1877 – Ohio, maggio 1972) è stato un attore statunitense del cinema muto che lavorò a lungo con D.W. Griffith.

## Biografia
Il suo nome compare in 120 film: inizia la sua carriera cinematografica nel 1909, diretto da David W. Griffith e fino alla fine degli anni venti appare regolarmente nelle produzioni del muto. Lavorò, oltre che con Griffith, con alcuni tra i migliori registi di Hollywood, tra cui Raoul Walsh e Maurice Tourneur.
L'ultimo film, il suo unico sonoro, è del 1931.

## Filmografia
- The Suicide Club, regia di David W. Griffith – cortometraggio (1909)
- Her First Biscuits, regia di David W. Griffith – cortometraggio (1909)
- The Death Disc: A Story of the Cromwellian Period, regia di David W. Griffith – cortometraggio (1909)
- Through the Breakers, regia di David W. Griffith – cortometraggio (1909)
- The Red Man's View, regia di David W. Griffith – cortometraggio (1909)
- A Corner in Wheat, regia di David W. Griffith – cortometraggio (1909)
- The Test, regia di David W. Griffith – cortometraggio (1909)
- A Trap for Santa Claus, regia di David W. Griffith – cortometraggio (1909)
- In Little Italy, regia di David W. Griffith – cortometraggio (1909)
- To Save Her Soul, regia di David W. Griffith – cortometraggio (1909)
- Choosing a Husband, regia di David W. Griffith – cortometraggio (1909)
- The Call, regia di David W. Griffith – cortometraggio (1910)
- The Gold Seekers, regia di David W. Griffith – cortometraggio (1910)
- Up a Tree, regia Frank Powell – cortometraggio (1910)
- The Rocky Road, regia di David W. Griffith – cortometraggio (1910)
- The Spender, regia di Harry Solter – cortometraggio (1913)
- Cissy's Innocent Wink, regia di Edwin Middleton (1915)
- Il serpente (The Serpent), regia di Raoul Walsh (1916)
- Where Love Leads, regia di Frank C. Griffin (1916)
- Under Two Flags, regia di J. Gordon Edwards (1916)
- The Common Law, regia di Albert Capellani (1916)
- Una povera bimba molto ricca (The Poor Little Rich Girl), regia di Maurice Tourneur (1917)
- A Royal Romance, regia di James Vincent (1917)
- The Fall of the Romanoffs, regia di Herbert Brenon (1917)
- A Rich Man's Plaything, regia di Carl Harbaugh (1917)
- The Blue Bird, regia di Maurice Tourneur (1918)
- The Uphill Path, regia di James Kirkwood (1918)
- We Should Worry, regia di Kenean Buel (1918)
- Sporting Life, regia di Maurice Tourneur (1918)
- Under the Greenwood Tree, regia di Émile Chautard (1918)
- Three Men and a Girl, regia di Marshall Neilan (1919)
- The Firing Line, regia di Charles Maigne (1919)
- Sadie Love, regia di John S. Robertson (1919)
- The Gray Towers Mystery, regia di John W. Noble (1919)
- Deve perdonare un marito? (Should a Husband Forgive?), regia di R.A. Walsh (1919)
- Nothing but the Truth, regia di David Kirkland (1920)
- Youthful Folly, regia di Alan Crosland (1920)
- My Lady's Garter, regia di Maurice Tourneur (1920)
- A Fool and His Money, regia di Robert Ellis (1920)
- Gli zaffiri di Kim (The Flapper), regia di Alan Crosland (1920)
- The Wonder Man, regia di John G. Adolfi (1920)
- The Tower of Jewels, regia di Tom Terriss (1920)
- A Divorce of Convenience, regia di Robert Ellis (1921)
- L'ultima porta (The Last Door), regia di William P.S. Earle (1921)
- The Wonderful Thing, regia di Herbert Brenon (1921)
- At the Stage Door, regia di Christy Cabanne (1921)
- Back Pay, regia di Frank Borzage (1922)
- Oltre l'arcobaleno (Beyond the Rainbow), regia di Christy Cabanne  (1922)
- The Madness of Love
- The Blonde Vampire
- Hell Bent for Frisco, regia di Stuart Paton (1931)